# Campeonato Sul-Americano de Futebol Sub-20 de 2015
O Campeonato Sul-Americano de Futebol Sub-20 de 2015 (Espanhol: Campeonato Sudamericano Sub-20 Juventud de América Uruguay 2015) foi a 27ª edição da competição organizada pela Confederação Sul-Americana de Futebol (CONMEBOL) para jogadores com até 20 anos de idade. O evento foi realizado no Uruguai entre os dias de 14 de janeiro e 7 de fevereiro.
As quatro equipes melhores colocadas no Sul-Americano garantiram vaga para a Copa do Mundo FIFA Sub-20 de 2015, a se realizar na Nova Zelândia. Excluindo o Brasil, já garantido por ser o país sede, o melhor time da competição se classificou também para os Jogos Olímpicos de 2016, e a segunda melhor equipe vai competir em um play-off com um representante da CONCACAF.
O torneio também classificou quatro participantes para os Jogos Pan-Americanos, em julho de 2015 no Canadá.
A Argentina conquistou o título da categoria pela quinta vez, o primeiro desde 2003, e classificou-se as Olimpíadas de 2016. A Colômbia finalizou na segunda colocação e se classificou aos play-offs por mais uma vaga olímpica. As duas seleções, além de Uruguai e Brasil classificaram-se ao mundial Sub-20. Uruguai e Brasil também se garantiram no torneio de futebol dos Jogos Pan-Americanos junto com Peru e Paraguai.

## Equipes participantes
Todas as dez equipes filiadas a CONMEBOL participam do evento:
| - Argentina - Bolívia - Brasil - Chile - Colômbia (atual campeã) | - Equador - Paraguai - Peru - Uruguai (anfitrião) - Venezuela |

## Sedes
A Asociación Uruguaya de Fútbol anunciou três estádios de très cidades como sedes para o torneio. Na divulgação da tabela de fase final também foi definido a utilização de um segundo estádio em Montevidéu.
| Montevidéu         | Montevidéu                  | Maldonado                | Colônia                          |
| ------------------ | --------------------------- | ------------------------ | -------------------------------- |
| Estádio Centenário | Estádio Gran Parque Central | Estádio Domingo Burgueño | Estádio Profesor Alberto Suppici |
| Capacidade: 65 235 | Capacidade: 28 000          | Capacidade: 22 000       | Capacidade: 12 000               |
| Estádio Centenário | Estádio Gran Parque Central | Estádio Domingo Burgueño | Estádio Suppici                  |

## Árbitros
A Comissão de Árbitros da CONMEBOL selecionou dez árbitros e dez assistentes para o torneio.
| Árbitros               | Assistentes             |
| ---------------------- | ----------------------- |
| ARG Mauro Vigliano     | ARG Ezequiel Brailovsky |
| BOL Alejandro Mancilla | BOL Wilson Arellano     |
| BRA Ricardo Marques    | BRA Kleber Lúcio Gil    |
| CHI Julio Bascuñán     | CHI Marcelo Barraza     |
| COL Adrian Vélez       | COL Wilmar Navarro      |

| Árbitros            | Assistentes            |
| ------------------- | ---------------------- |
| ECU Roddy Zambrano  | ECU Luis Vera          |
| PAR Enrique Cáceres | PAR Milciades Saldivar |
| PER Diego Haro      | PER Braulio Cornejo    |
| URU Andrés Cunha    | URU Nicolás Tarán      |
| VEN José Argote     | VEN Jairo Romero       |

## Fórmula de disputa
As dez equipes participantes foram divididas em dois grupos de cinco para a disputa da primeira fase, onde enfrentaram os adversários dentro do grupo, totalizando quatro partidas para cada. As três equipes com o maior número de pontos em cada grupo avançaram para a fase final, disputada no sistema de todos contra todos. A equipe que somou o maior número de pontos ao final das cinco partidas foi declarada campeã sul-americana sub-20 e se classificou ao Campeonato Mundial de Futebol Sub-20 de 2015, assim como o vice-campeão, o terceiro e o quarto colocados.
Em caso de empate por pontos, a classificação se determina através dos seguintes critérios, seguindo a ordem:
1. Saldo de gols;
2. Número de gols a favor (gols pró);
3. Resultado da partida entre as equipes em questão;
4. Sorteio.

## Sorteio
O sorteio dos grupos foi realizado no dia 29 de setembro de 2014, nas instalações do Hipódromo de Maroñas, no bairro de Maroñas, Montevidéu. O Departamento de competições da CONMEBOL determinou os seguintes emparelhamentos para o sorteio:
| Cabeças de chave | Pote 2           | Pote 3           | Pote 4     | Pote 5            |
| ---------------- | ---------------- | ---------------- | ---------- | ----------------- |
| Argentina Brasil | Paraguai Uruguai | Colômbia Equador | Chile Peru | Bolívia Venezuela |

Logo após o sorteio os grupos foram formados da seguinte maneira:
| Grupo A                                 | Grupo B                                 |
| --------------------------------------- | --------------------------------------- |
| Argentina Bolívia Equador Paraguai Peru | Brasil Chile Colômbia Uruguai Venezuela |

## Mascote
"Batu" é o mascote oficial do Sul-Americano Sub-20 de 2015 no Uruguai, um cão fugitivo que está vestindo uma camisa celeste, em alusão à equipe local, Uruguai. O designer do mascote foi Felipe Vece.
Fernando González, designer gráfico, apresentou o logotipo oficial do Sul-Americano 2015 do Uruguai.
O mascote foi lançado oficialmente em 29 de setembro de 2014, em uma cerimônia organizada pela CONMEBOL. Nesta mesma cerimônia, foi realizado o sorteio do torneio.

## Primeira fase
Todas as partidas seguem o fuso horário do Uruguai (UTC-2).

### Grupo A
| Pos | Equipe    | Pts | J | V | E | D | GP | GC | SG  | Group stage result |
| --- | --------- | --- | - | - | - | - | -- | -- | --- | ------------------ |
| 1   | Argentina | 9   | 4 | 3 | 0 | 1 | 14 | 5  | +9  | Fase final         |
| 2   | Paraguai  | 7   | 4 | 2 | 1 | 1 | 7  | 5  | +2  | Fase final         |
| 3   | Peru      | 7   | 4 | 2 | 1 | 1 | 6  | 7  | −1  | Fase final         |
| 4   | Equador   | 6   | 4 | 2 | 0 | 2 | 9  | 8  | +1  | Eliminado          |
| 5   | Bolívia   | 0   | 4 | 0 | 0 | 4 | 2  | 13 | −11 | Eliminado          |

| 14 de janeiro | Argentina                                                     | 5 – 2     | Equador                    | Estádio Profesor Alberto Suppici, Colônia |
| 20:00         | Simeone 5', 42' · Correa 20' · Martínez 32' · Monteseirín 39' | Relatório | J. Cevallos 22', 85' (pen) | Árbitro: BRA Ricardo Marques              |

| 14 de janeiro | Paraguai                                           | 4 – 2     | Bolívia                   | Estádio Profesor Alberto Suppici, Colônia |
| 22:10         | Viera 3' · Díaz 23' · E. Araujo 55' · Medina 90+1' | Relatório | Iragua 38' · A. Pinto 49' | Árbitro: URU Andrés Cunha                 |

| 16 de janeiro | Argentina | 0 – 1     | Paraguai  | Estádio Profesor Alberto Suppici, Colônia |
| 20:00         |           | Relatório | Cañete 6' | Árbitro: COL Adrián Vélez                 |

| 16 de janeiro | Equador | 0 – 2     | Peru            | Estádio Profesor Alberto Suppici, Colônia |
| 22:10         |         | Relatório | Succar 46', 76' | Árbitro: CHI Julio Bascuñán               |

| 18 de janeiro | Argentina                                                                            | 6 – 2     | Peru                              | Estádio Profesor Alberto Suppici, Colônia |
| 20:00         | Prieto 23' (g.c.) · Bernaola 28' (g.c.) · Correa 32' · Simeone 41', 89' · Suárez 78' | Relatório | Gonzáles-Vigil 73' · Da Silva 73' | Árbitro: URU Andrés Cunha                 |

| 18 de janeiro | Equador                                                  | 5 – 0     | Bolívia | Estádio Profesor Alberto Suppici, Colônia |
| 22:10         | J. Cevallos 34', 40' · Burbano 50' · Parrales 87', 90+1' | Relatório |         | Árbitro: VEN José Argote                  |

| 20 de janeiro | Paraguai      | 1 – 2     | Equador                 | Estádio Profesor Alberto Suppici, Colônia |
| 20:00         | Santacruz 68' | Relatório | Parrales 6' · Cangá 88' | Árbitro: BRA Ricardo Marques              |

| 20 de janeiro | Bolívia | 0 – 1     | Peru         | Estádio Profesor Alberto Suppici, Colônia |
| 22:10         |         | Relatório | Da Silva 68' | Árbitro: COL Adrián Vélez                 |

| 22 de janeiro | Argentina                     | 3 – 0     | Bolívia | Estádio Profesor Alberto Suppici, Colônia |
| 20:00         | Simeone 5', 12' · Cardozo 72' | Relatório |         | Árbitro: VEN José Argote                  |

| 22 de janeiro | Paraguai     | 1 – 1     | Peru       | Estádio Profesor Alberto Suppici, Colônia |
| 22:10         | Amarilla 29' | Relatório | Succar 23' | Árbitro: CHI Julio Bascuñán               |

### Grupo B
| Pos | Equipe    | Pts | J | V | E | D | GP | GC | SG | Group stage result |
| --- | --------- | --- | - | - | - | - | -- | -- | -- | ------------------ |
| 1   | Uruguai   | 9   | 4 | 3 | 0 | 1 | 9  | 2  | +7 | Fase final         |
| 2   | Brasil    | 9   | 4 | 3 | 0 | 1 | 6  | 4  | +2 | Fase final         |
| 3   | Colômbia  | 6   | 4 | 2 | 0 | 2 | 5  | 3  | +2 | Fase final         |
| 4   | Venezuela | 3   | 4 | 1 | 0 | 3 | 1  | 5  | −4 | Eliminado          |
| 5   | Chile     | 3   | 4 | 1 | 0 | 3 | 4  | 11 | −7 | Eliminado          |

| 15 de janeiro | Brasil                    | 2 – 1     | Chile      | Estádio Domingo Burgueño, Maldonado |
| 20:00         | Marcos Guilherme 42', 46' | Relatório | Cuevas 81' | Árbitro: PAR Enrique Cáceres        |

| 15 de janeiro | Uruguai         | 1 – 0     | Colômbia | Estádio Domingo Burgueño, Maldonado |
| 22:10         | Arambarri 90+1' | Relatório |          | Árbitro: ARG Mauro Vigliano         |

| 17 de janeiro | Chile                      | 2 – 0     | Venezuela | Estádio Domingo Burgueño, Maldonado |
| 20:00         | Echeverría 6' · Cuevas 58' | Relatório |           | Árbitro: PER Diego Haro             |

| 17 de janeiro | Brasil | 0 – 2     | Uruguai                     | Estádio Domingo Burgueño, Maldonado |
| 22:10         |        | Relatório | Pereiro 27' · Arambarri 59' | Árbitro: ECU Roddy Zambrano         |

| 19 de janeiro | Chile | 0 – 3     | Colômbia                           | Estádio Domingo Burgueño, Maldonado |
| 20:00         |       | Relatório | Borré 12' · Lucumí 75' · Otero 81' | Árbitro: PAR Enrique Cáceres        |

| 19 de janeiro | Brasil                   | 2 – 0     | Venezuela | Estádio Domingo Burgueño, Maldonado |
| 22:10         | Kenedy 72' · Gabriel 78' | Relatório |           | Árbitro: BOL Alejandro Mancilla     |

| 21 de janeiro | Colômbia   | 1 – 0     | Venezuela | Estádio Domingo Burgueño, Maldonado |
| 20:00         | Lucumí 60' | Relatório |           | Árbitro: ECU Roddy Zambrano         |

| 21 de janeiro | Uruguai                                                                | 6 – 1     | Chile          | Estádio Domingo Burgueño, Maldonado |
| 22:10         | Acosta 20', 45+1' · Cotugno 23' · Pereiro 66' · Amaral 81' · Faber 88' | Relatório | Echeverría 85' | Árbitro: ARG Mauro Vigliano         |

| 23 de janeiro | Brasil                             | 2 – 1     | Colômbia    | Estádio Domingo Burgueño, Maldonado |
| 20:00         | Thalles 42' · Marcos Guilherme 75' | Relatório | Manotas 50' | Árbitro: PER Diego Haro             |

| 23 de janeiro | Uruguai | 0 – 1     | Venezuela  | Estádio Domingo Burgueño, Maldonado |
| 22:10         |         | Relatório | Moreno 27' | Árbitro: BOL Alejandro Mancilla     |

## Fase final
| Pos | Equipe        | Pts | J | V | E | D | GP | GC | SG | Classificado                                                 |
| --- | ------------- | --- | - | - | - | - | -- | -- | -- | ------------------------------------------------------------ |
| 1   | Argentina (C) | 13  | 5 | 4 | 1 | 0 | 10 | 2  | +8 | Mundial Sub-20 de 2015 e Olimpíadas de 2016                  |
| 2   | Colômbia      | 9   | 5 | 2 | 3 | 0 | 7  | 2  | +5 | Mundial Sub-20 de 2015 e play-off para as Olimpíadas de 2016 |
| 3   | Uruguai       | 8   | 5 | 2 | 2 | 1 | 6  | 3  | +3 | Mundial Sub-20 de 2015 e Pan de 2015                         |
| 4   | Brasil        | 7   | 5 | 2 | 1 | 2 | 7  | 5  | +2 | Olimpíadas de 2016 e Pan de 2015                             |
| 5   | Peru          | 3   | 5 | 1 | 0 | 4 | 5  | 14 | −9 | Pan de 2015                                                  |
| 6   | Paraguai      | 1   | 5 | 0 | 1 | 4 | 1  | 10 | −9 | Pan de 2015                                                  |

1. ↑  Brasil classificado automaticamente as Olimpíadas como país sede

| 26 de janeiro | Argentina               | 2 – 0     | Peru | Estádio Centenário, Montevidéu |
| 17:50         | Simeone 1' · Correa 77' | Relatório |      | Árbitro: PAR Enrique Cáceres   |

| 26 de janeiro | Paraguai | 0 – 0     | Colômbia | Estádio Centenário, Montevidéu |
| 20:00         |          | Relatório |          | Árbitro: URU Andrés Cunha      |

| 26 de janeiro | Uruguai | 0 – 0     | Brasil | Estádio Centenário, Montevidéu |
| 22:10         |         | Relatório |        | Árbitro: CHI Julio Bascuñán    |

| 29 de janeiro | Paraguai | 0 – 2     | Brasil                          | Estádio Gran Parque Central, Montevidéu |
| 17:50         |          | Relatório | Yuri 65' · Marcos Guilherme 77' | Árbitro: PER Diego Haro                 |

| 29 de janeiro | Argentina       | 1 – 1     | Colômbia          | Estádio Gran Parque Central, Montevidéu |
| 20:00         | Compagnucci 88' | Relatório | Barrera 50' (pen) | Árbitro: ECU Roddy Zambrano             |

| 29 de janeiro | Uruguai                                  | 3 – 1     | Peru         | Estádio Gran Parque Central, Montevidéu |
| 22:10         | Acosta 27' · Pereiro 55' · Arambarri 77' | Relatório | Ugarriza 66' | Árbitro: ARG Mauro Vigliano             |

| 1 de fevereiro | Peru       | 1 – 3     | Colômbia                    | Estádio Gran Parque Central, Montevidéu |
| 17:50          | Succar 23' | Relatório | Lucumí 25', 90' · Borré 40' | Árbitro: VEN José Argote                |

| 1 de fevereiro | Argentina                    | 2 – 0     | Brasil | Estádio Gran Parque Central, Montevidéu |
| 20:00          | M. Rolón 86' · Contreras 89' | Relatório |        | Árbitro: URU Andrés Cunha               |

| 1 de fevereiro | Uruguai                  | 2 – 0     | Paraguai | Estádio Gran Parque Central, Montevidéu |
| 22:10          | Acosta 21' · Pereiro 37' | Relatório |          | Árbitro: BRA Ricardo Marques            |

| 4 de fevereiro | Peru | 0 – 5     | Brasil                                                       | Estádio Centenário, Montevidéu |
| 17:50          |      | Relatório | Nathan 47' · Thalles 56', 62' · Malcom 71' · Léo Pereira 81' | Árbitro: COL Adrián Vélez      |

| 4 de fevereiro | Argentina                       | 3 – 0     | Paraguai | Estádio Centenário, Montevidéu |
| 20:00          | Simeone 17', 76' · L. Rolón 48' | Relatório |          | Árbitro: CHI Julio Bascuñán    |

| 4 de fevereiro | Uruguai | 0 – 0     | Colômbia | Estádio Centenário, Montevidéu |
| 22:10          |         | Relatório |          | Árbitro: PAR Enrique Cáceres   |

| 7 de fevereiro | Paraguai | 1 – 3     | Peru                                | Estádio Centenário, Montevidéu |
| 17:50          | Díaz 84' | Relatório | Peña 5' · Cossio 10' · Ugarriza 23' | Árbitro: ARG Mauro Vigliano    |

| 7 de fevereiro | Brasil | 0 – 3     | Colômbia                           | Estádio Centenário, Montevidéu |
| 20:00          |        | Relatório | Barrera 57' · Rodríguez 73', 90+1' | Árbitro: ECU Roddy Zambrano    |

| 7 de fevereiro | Argentina                | 2 – 1     | Uruguai    | Estádio Centenário, Montevidéu |
| 22:10          | Driussi 35' · Correa 80' | Relatório | Pereiro 7' | Árbitro: BRA Ricardo Marques   |

## Premiação
| Campeonato Sul-Americano Sub-20 de 2015 |
| Argentina                               |
| --------------------------------------- |
| ARGENTINA Campeã (5º título)            |

## Artilharia
| 9 gols (1) - ARG Giovanni Simeone 5 gols (1) - URU Gastón Pereiro 4 gols (6) - ARG Ángel Correa - BRA Marcos Guilherme - COL Jeison Lucumí - ECU José Cevallos - PER Alexander Succar - URU Franco Acosta 3 gols (3) - BRA Thalles - ECU Miguel Parrales - URU Mauro Arambarri 2 gols (8) - CHI Cristián Cuevas - CHI Rodrigo Echeverría - COL Jarlan Barrera - COL Joao Rodríguez - COL Rafael Borré | 2 gols (continuação) - PAR Sergio Díaz - PER Adrián Ugarriza - PER Luiz Da Silva 1 gol (34) - ARG Facundo Cardozo - ARG Facundo Monteseirín - ARG Leonardo Rolón - ARG Leonardo Suárez - ARG Lucio Compagnucci - ARG Maxi Rolón - ARG Rodrigo Contreras - ARG Sebastián Driussi - ARG Tomás Martínez - BOL Alberto Pinto - BOL Erick Iragua - BRA Gabriel - BRA Kenedy - BRA Léo Pereira - BRA Malcom - BRA Nathan - BRA Yuri | 1 gol (continuação) - COL Juan Otero - COL Mauro Manotas - ECU Luis Cangá - ECU Robert Burbano - PAR Enrique Araujo - PAR Gustavo Viera - PAR Iván Cañete - PAR Jesús Medina - PAR Juan Danilo Santacruz - PAR Luis Amarilla - PER Adrián Ugarriza - PER Aurelio Gonzáles-Vigil - PER Sergio Peña - URU Gastón Faber - URU Guillermo Cotugno - URU Rodrigo Amaral - VEN Jaime Moreno Gols contra (2) - PER Brian Bernaola (para a Argentina) - PER Daniel Prieto (para a Argentina) |